# بوران‌ها

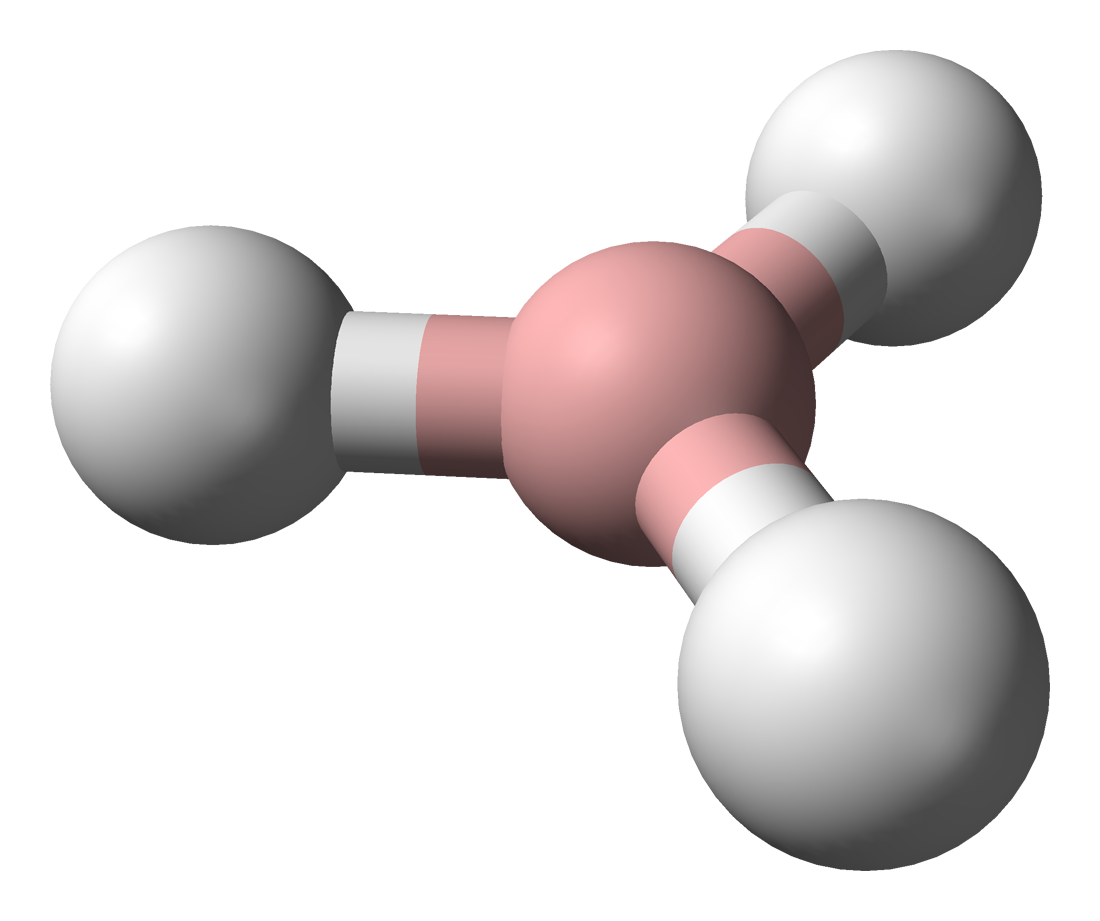
مدل گلوله و میله BH_{۳} که یک بوران بسیار واکنش پذیر است.

بوران‌ها(به انگلیسی: Boranes) دسته‌ای از ترکیبات شیمیایی معدنی هستند که از دو عنصر بور و هیدروژن تشکیل شده‌اند. فرمول کلی این دسته ترکیبات به صورت BxHy است که در آن x و y دو عدد صحیح هستند. از این ترکیبات در تولید سوخت‌های پر انرژی از جمله سوخت جت استفاده می‌شود. از دیگر کاربردهای این ترکیبات می‌توان به دی‌بوران اشاره کرد، که در اثر حرارت تجزیه شده و می‌توان به وسیله آن پوششی از جنس بور خالص ایجاد کرد که در موارد خاص از جمله تجهیزات هسته‌ای کاربرد دارد. بوران‌ها همچنین در صنایع پلیمر و لاستیک برای ایجاد برخی خواص ویژه در پلیمر‌ها و همچنین تولید لاستیک‌های سیلیکونی کاربرد دارد.
بوران‌ها واکنش پذیر بوده و در تماس با هوا خاصیت انفجاری دارند. واکنش پذیری این مواد با افزایش جرم مولی و تعداد اتم‌ها کاهش می‌یابد. به دلیل همین واکنش پذیری بالا معمولاً این مواد در آزمایشگاه‌ها در شرایط خاص نگهداری می‌شود.
برخی بوران‌های مهم و شناخته شده در تصاویر زیر دیده می‌شوند:

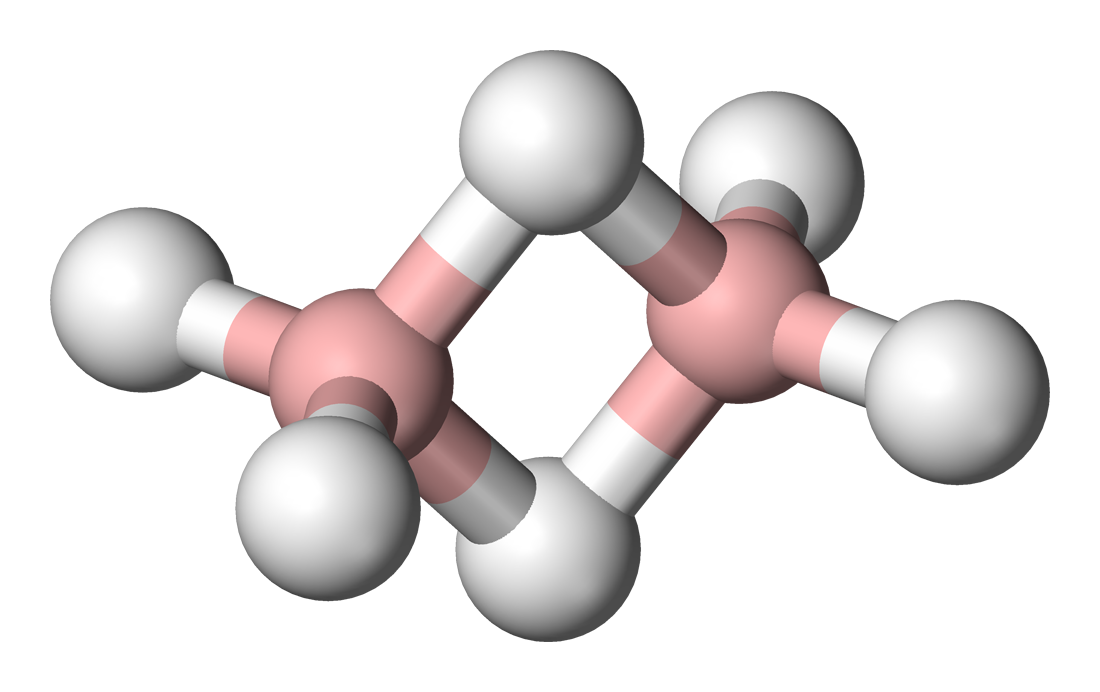
دی‌بوران
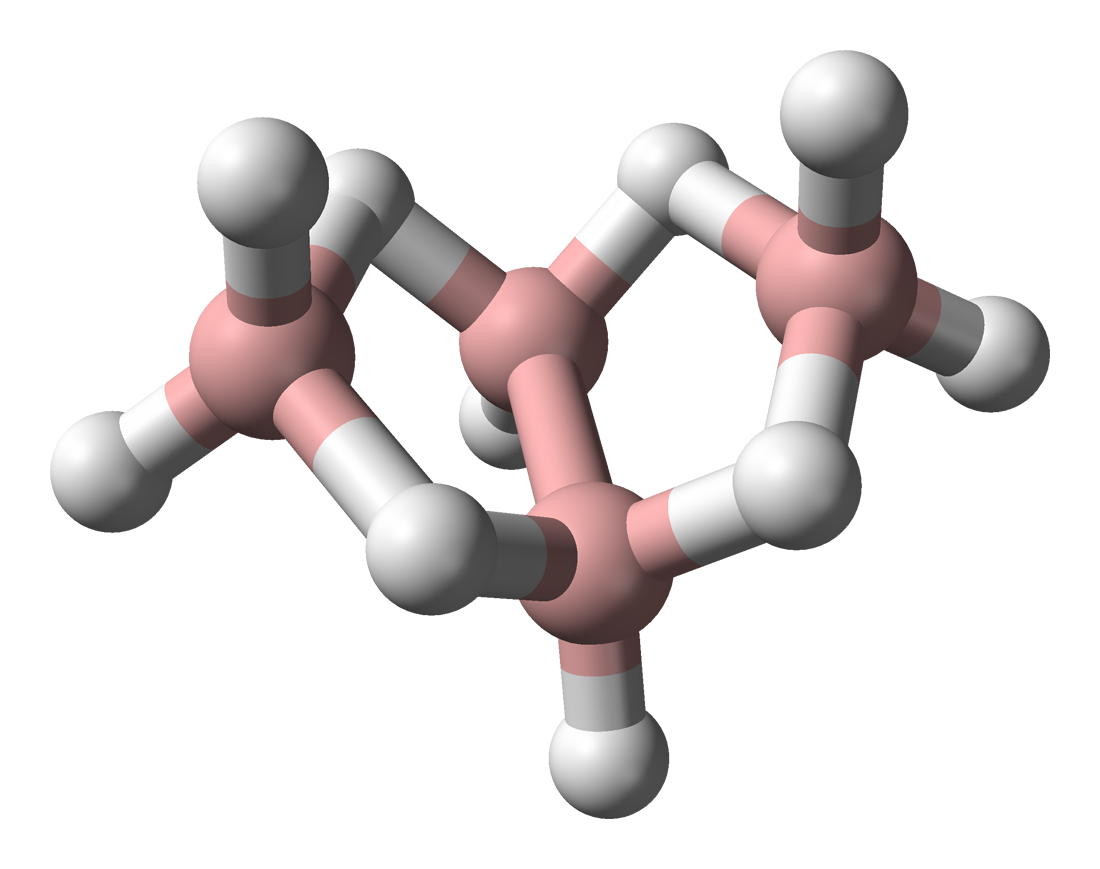
تترابوران
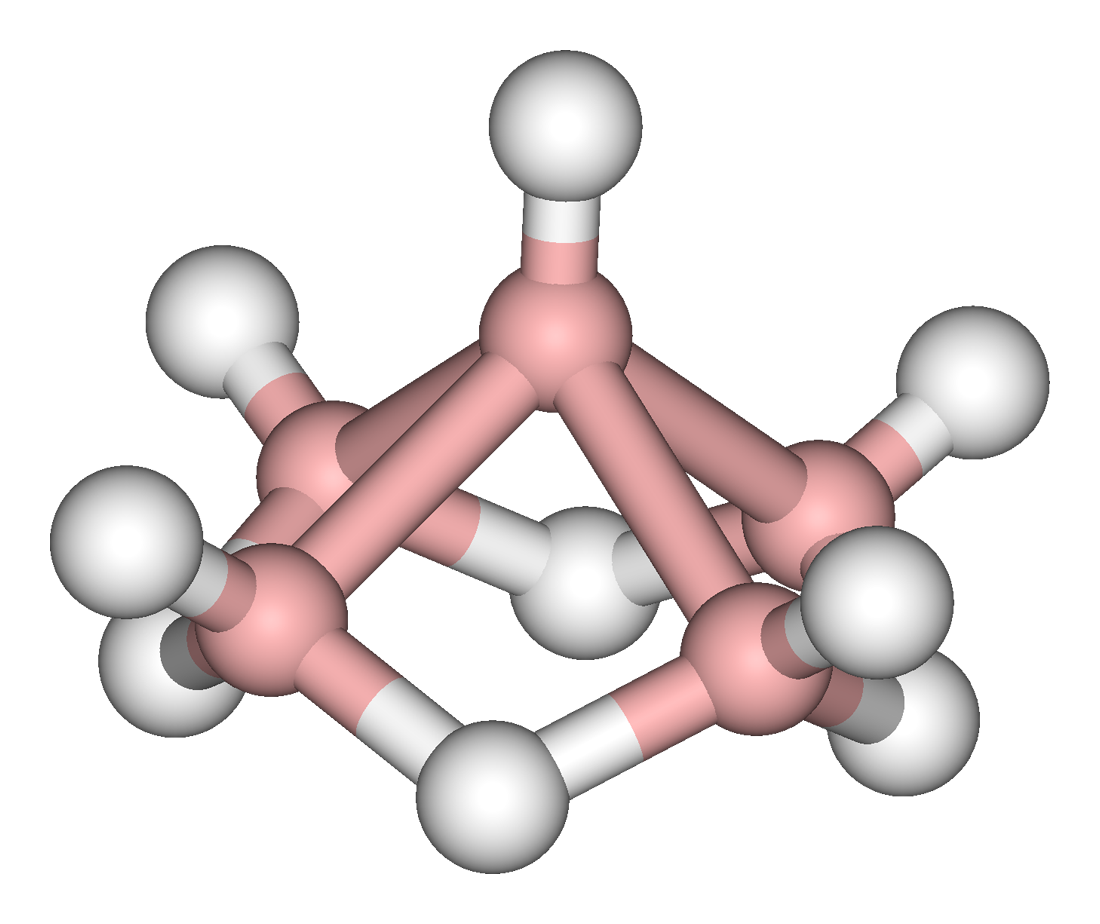
پنتابوران-[۹], B۵H۹
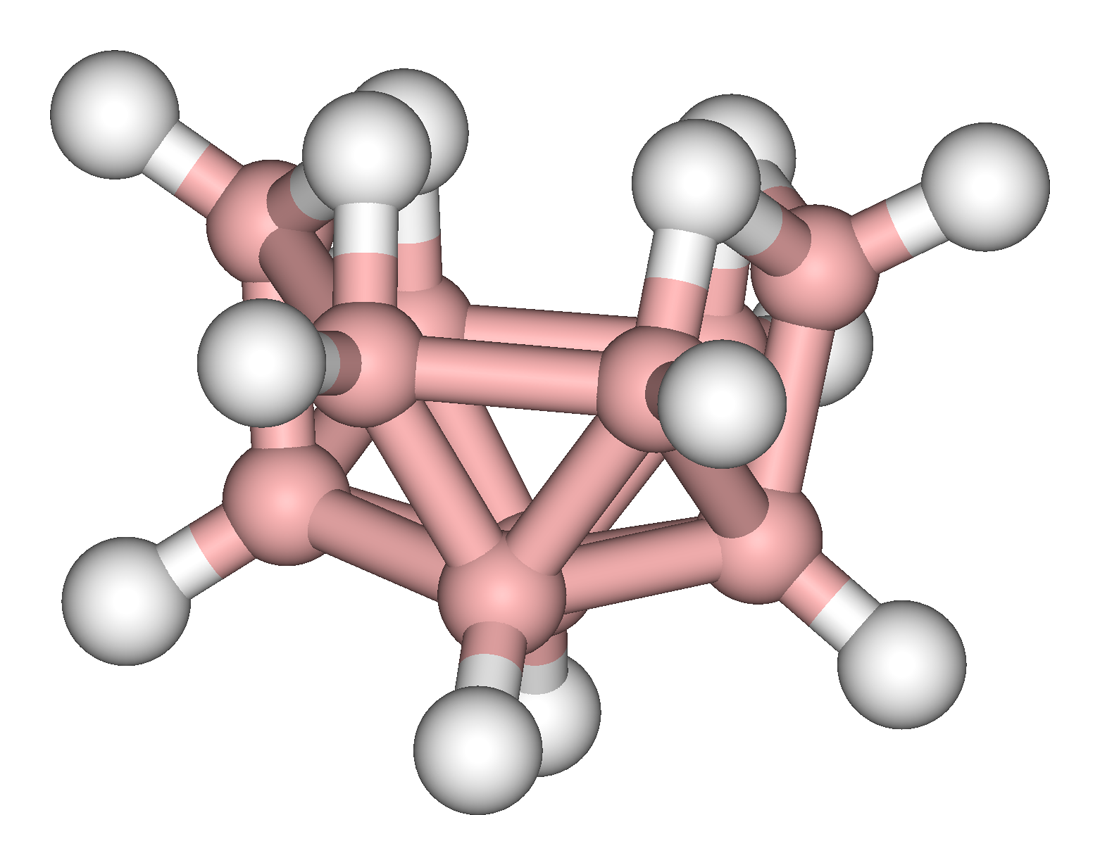
دکابوران-[۱۴], B۱۰H۱۴
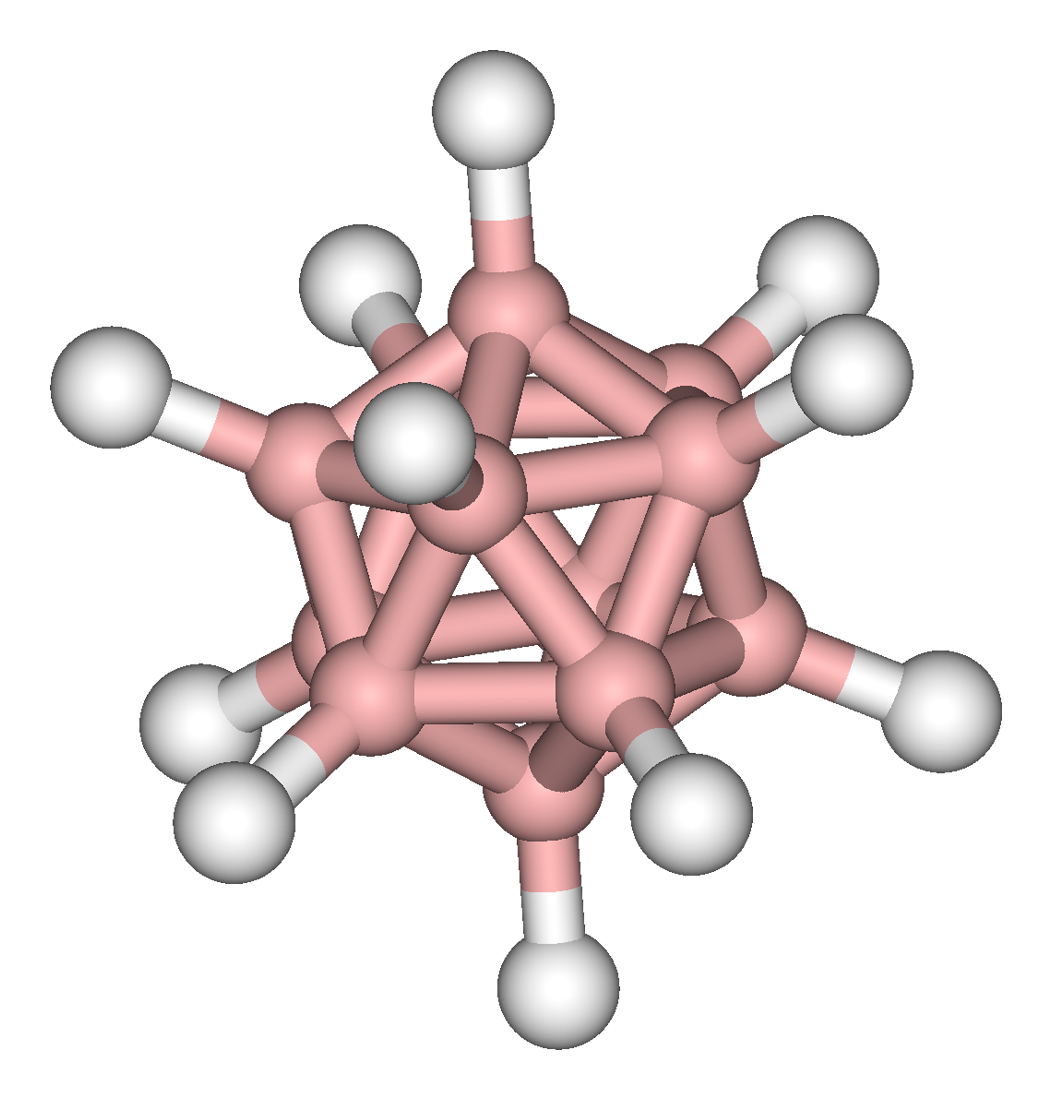
سزیم دودکابورات